# Winston-Salem Open 2023
Winston-Salem Open 2023 — тенісний турнір, що проходив на кортах з твердим покриттям у місті Вінстон-Сейлем, США з 21 до 27 серпня. Належав до категорії ATP 250.

## Фінальна частина

### Одиночний розряд
Себастьян Баес —  Їржі Легечка 6–4, 6–3

### Парний розряд
Натаніел Ламмонс /  Джексон Вітроу —  Ллойд Гласспул /  Ніл Скупскі 6–3, 6–4